# Nyborg Præstegård

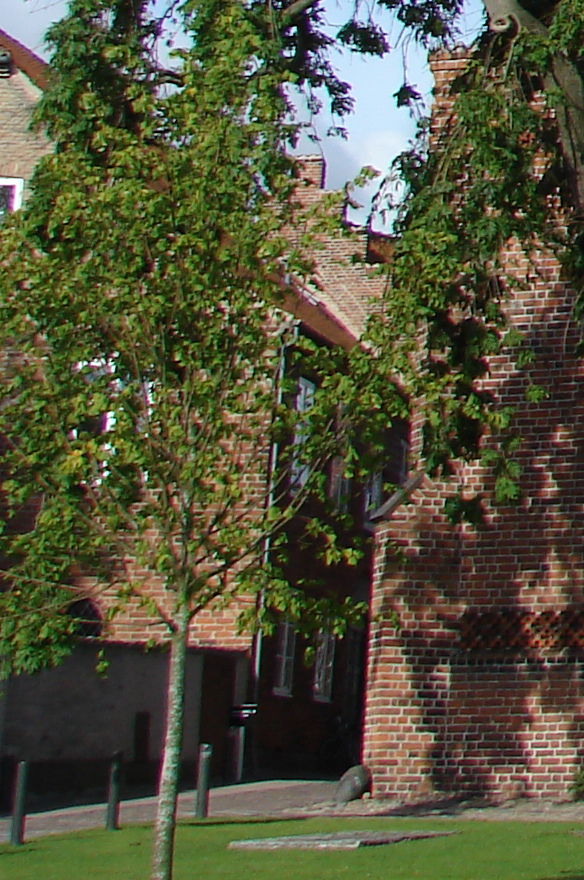
Teil des Ostgiebels und Straßenseite des Præstegårds neben der Vor Frue Kirke

Nyborg Præstegård ist das alte Pfarrhaus der Vor Frue Kirke (Liebfrauenkirche) in der dänischen Stadt Nyborg auf Fünen an der Westküste des Großen Belt. Es gilt als das älteste Pfarrhaus Dänemarks.
Das zweigeschossige gotische Backsteinhaus steht in der Korsbrødregade (Kreuzbrüdergasse = Johannitergasse), die südlich um die Kirche herum führt. Es wurde um 1400 errichtet und 1405 erstmals erwähnt. 1535 wurde das Haus umgebaut. Im 17. Jahrhundert wurde es bis zur stufengiebelartigen Brandmauer des westlich benachbarten Korsbrødregården (Johanniterhauses) verlängert. Mehrere (rechteckige) Fenster wurden irgendwann verändert und später wieder rekonstruiert. In der Ostwand ist ein kleines Spitzbogenfenster erhalten.